# Gaworzyce
Gaworzyce è un comune rurale polacco del distretto di Polkowice, nel voivodato della Bassa Slesia.
Ricopre una superficie di 76,99 km² e nel 2004 contava 3 872 abitanti.